# Fockea angustifolia
Fockea angustifolia är en oleanderväxtart som beskrevs av Karl Moritz Schumann. Fockea angustifolia ingår i släktet Fockea och familjen oleanderväxter. Inga underarter finns listade i Catalogue of Life.